# Арбитражный комитет

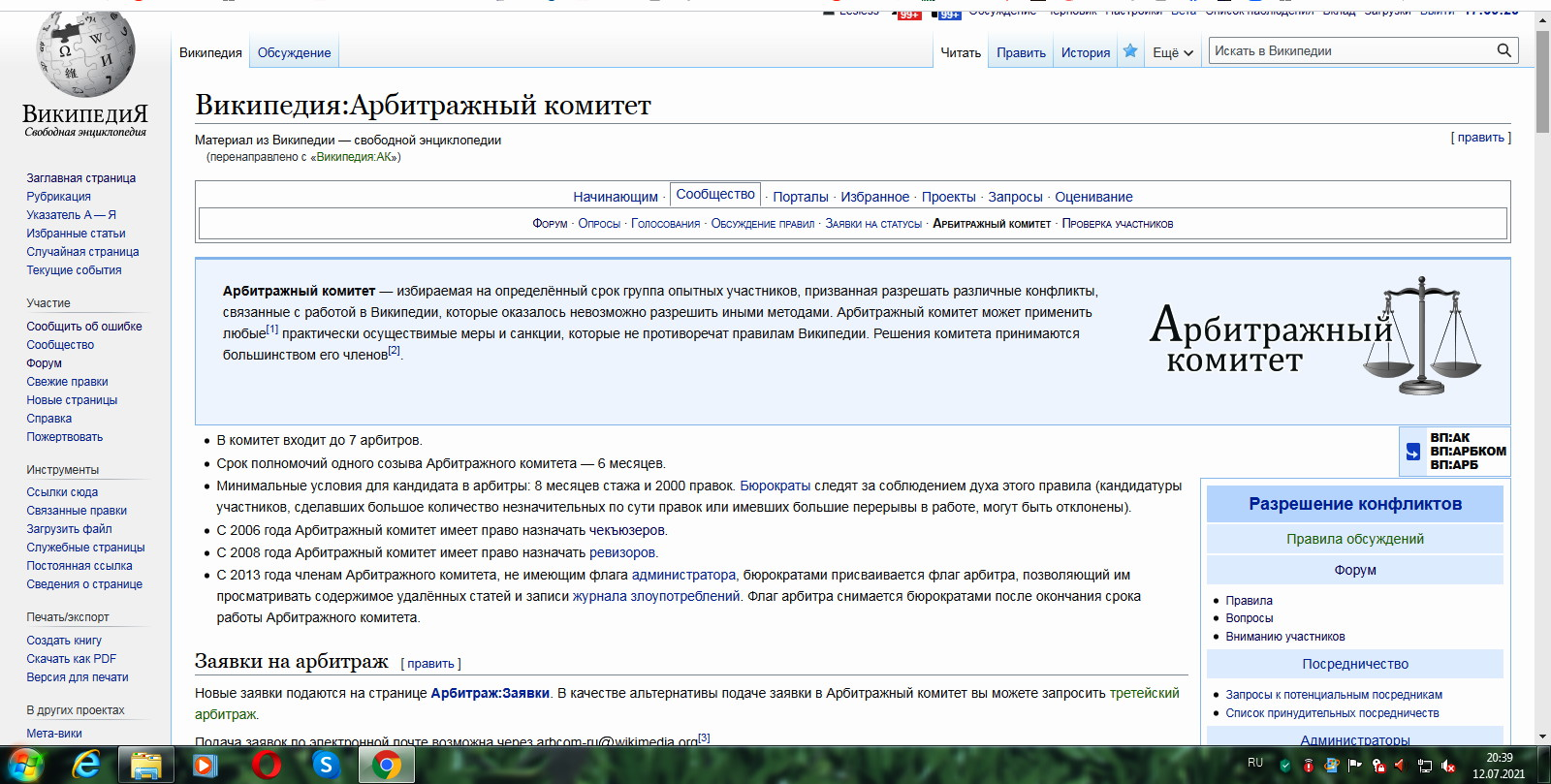
Скриншот главной страницы Арбитражного комитета русской Википедии

Арбитра́жный комите́т в проектах Фонда Викимедиа — последняя инстанция при разрешении споров. Арбитражные комитеты рассматривают неправомерное поведение участников, которое может возникнуть в контексте проектов Викимедиа, затрагивая при этом самые разные вопросы. Решения, правила и процедуры в разных проектах различаются от проекта к проекту. При этом согласно условиям использования Викимедиа, пользователи не обязаны разрешать свои споры через арбитражный комитет. Администраторы в проектах фонда Викимедиа борются прежде всего с простыми нарушениями; для того, чтобы разбираться с теми ситуациями, в которых решение одного участника, даже администратора, будет скорее всего оспорено, в Википедии создана де-факто судебная система: в английской Википедии она состоит из посредников и арбитражного комитета.

## Характеристика
Первым проектом, где появился арбитражный комитет, стала Шведская Википедия — в ноябре 2002 года в ней организован «тинг»; вскоре появился арбитражный комитет английской Википедии. Со временем в некоторых других проектах Викимедиа автономно и независимо также были созданы арбитражные комитеты, которые обычно состоят из участников проектов и избираются их сообществами на регулярной основе.
В английской Википедии арбитражный комитет был создан Джимми Уэльсом 4 декабря 2003 года в рамках расширения своих полномочий в качестве управленца компании Bomis, владевшей тогда сайтом. Он назначил членов комитета самостоятельно после консультативных выборов.
Арбитражный комитет в английской Википедии действует в качестве суда последней инстанции для споров между участниками проекта и описывается как «квазисудебный», «Высокий или Верховный суд», и рассматривает только наиболее важные дела.
Со 2 декабря 2005 года Арбитражный комитет действует в русской Википедии.

## Исследования
Процесс работы Арбитражного комитета Фонда был изучен учёными, занимающимися вопросами разрешения споров, о нём сообщалось в средствах массовой информации в связи с разногласиями, связанными с Википедией и его решениями по делам.
Статистическое исследование 2010 года показало, что арбитражный комитет английской Википедии склонен сосредотачиваться на поведении пользователей, а не на содержании их споров.
Исследование 2017 года показало, что на принятие решений комитетом английского раздела в основном не влияли внесудебные факторы, такие как национальность, вид деятельности, опыт, избежание конфликтов и временные ограничения. То же исследование показало, что на принятие решений комитетом гораздо больше влияют временные ограничения, чем в обычных судах.